# Mixes (Kylie Minogue-album)
A Mixes az ausztrál énekesnő, Kylie Minogue ötödik remixalbuma, mely 1998. augusztus 3-án jelent meg a Deconstruction Records gondozásában. Az lemez az 1997-es Impossible Princess album számos dalának remixeit tartalmazza. A remixeket olyan DJ-k készítették, mint a Brothers in Rhythm és Junior Vasquez. A remixeket a dance zene olyan műfajai ihlették, mint a dance-pop és az electronica. A lemez kiadását eredetileg 1999-re tervezték, de a Deconstruction előrehozta a Mixes megjelenését 1998 augusztusában az Egyesült Királyságban, mivel az ausztrál párja, az 1998-as Impossible Remixes megjelenése korábbra került az eredeti megjelenési dátumnál.
A kedvező kritikusi vélemények mellett a Mixes a 63. helyet szerezte meg az albumlistán az Egyesült Királyságban, mellyel abban az időben a legmagasabb listás helyezést elérő remix lemeze lett. A „Too Far” Brothers in Rhythm által készült remixe a lemez promóciós kislemezeként lett kiadva az Egyesült Királyságban és Észak-Amerikában.

## Háttér és kidolgozás
1997 októberében Minogue kiadta hatodik stúdióalbumát, az Impossible Princess-t. Ezután 1998 januárjában Minogue elkezdte a próbákat az alacsony költségvetésű turnéjához, mely az Intimate and Live Tour nevet kapta. Minogue eredetileg csak Ausztráliában szándékozott fellépni, de olyan nagy volt az érdeklődés a turné iránt az Egyesült Királyságban, hogy néhány dátumot ott is be kellett iktatni. Mivel a jegyeket nagyon gyorsan elkapkodták, új időpontokat jelentettek be Ausztráliában és az Egyesült Királyságban. Minogue a turnét 1998 júniusának elején kezdte és megerősítette, hogy a „Cowboy Style”-t fogja kiadni az Impossible Princess negyedik kislemezeként és elárulta, hogy két remixalbumot tervez. Egyet az Egyesült Királyságban és egyet Ausztráliában.
1998 júliusában a Deconstruction Records és a Mushroom Records megerősítette a két remixalbum megjelenését, melyek a Mixes és az Impossible Remixes címet kapták. A Deconstruction bejelentette, hogy a Mixes album egy három lemezes bakelit szett formájában lesz kiadva és hogy a megjelenés a következő évre van tervezve. Azonban a rajongók aggodalmuknak adtak hangot a magas globális import és szállítási költségek miatt, ezért a Deconstruction elvetette az ötletet és a remixeket dupla CD formájában adták ki, míg a három lemezes bakelit szettet egy későbbi időpontra tolták el. Ez lehetővé tette a Deconstruction számára, hogy hamarabb tudják kiadni az albumot és a Mixes így 1998. augusztus 3-án jelent meg az Egyesült Királyságban. A Mushroom az Impossible Remixes-t 1998. július 8-án adta ki, de a korai példányokat már két hónappal korábban meg lehetett rendelni.

## Fogalmazás
Az album remixei közül kilenc megegyezik az Impossible Remixes előző lemez remixeivel, melyek közt megtalálható a „Breathe” három remixe, a „Did It Again” két remixe és a „Some Kind of Bliss” egy remixe Minogue promóciós kislemezének, a „Too Far”-nak három remixe mellett. Az összes remix megjelent korábban Minogue kislemezeinek CD-in. Az összes dal társszerzője Minogue volt, akivel olyan szerzők dolgoztak együtt, mint James Dean Bradfield, Dave Ball, Ingo Vauk, Steve Anderson és David Seaman. 1997-ben Minogue Los Angeles-be utazott, hogy újra felvegye a vokálokat a „Breathe” remixeihez.
Charlie Porter az Amazon.co.uk-tól néhány remixet kiemelt, és a következőket azt mondta, hogy “a Brothers in Rhythm bevetette csábító varázslatát a „Too Far”-on, míg Sash! a lemezt elvitte az euro-trance irányába, valamint a jó öreg Trouser Enthusiasts még kísérletezőbbé tette a „Did It Again”-t”.

## Műalkotás és borító
A lemezhez készült fotók a brit fényképész, Simon Emmett munkái, míg a dizájnt a Farrow Design álmodta meg. Mindketten közreműködtek az Impossible Remixes borítójának megalkotásában. A borítóján Minogue egy „egyszerű ugyanakkor finom” sziluettjét láthatjuk, mely később megjelent az Intimate and Live Tour koncertjein a turné könyvben. A fotózás végeztével Minogue felkérte Simon Emmett-et, hogy a „Cowboy Style” fotóit is készítse el. Legutóbbi munkája Minogue-gal a 2012-es Glamour fotózás volt.

## Kiadás és fogadás
Jenny Stanley-Clarke, aki a Kylie: Naked életrajzot írta úgy érezte, hogy „ez a kiadvány nem tűnt másnak annál, mint hogy Kylie teljesítse vele szerződésbeli kötelezettségét a Deconstruction-nel”. Ugyanakkor dícsérte azt, hogy „nagy nevű” DJ-k is részt vettek a projektben. Charlie Porter az Amazon.co.uk-tól az Impossible Princess történetét, és tárgyalta kiemelve az album címének megváltoztatását, a kiadott kislemezeket, és az album megjelenését. Ezután megjegyezte, hogy ez a remixalbum visszahelyezi kedvenc ausztrálunkat oda, ahova tartozik, a táncparkettre. A Mixes 1998. augusztus 15-én a 63. helyen debütált a brit albumlistán.
Ez a lemez volt Minogue legmagasabb helyezést elért remixalbuma, amíg meg nem jelent a Boombox, mely a 28. helyig jutott. A Mixes szintén a 63. helyet szerezte meg a fizikai hanghordozók eladási listáján, melyen a top 100-at a fizikai CD-k eladásai alapján állítják össze. Ez a lemez Minogue utolsó albuma a Deconstruction Records-nál.

## Kislemezek és promóció
A „Too Far” Brothers in Rhythm remixe szolgált a lemez promóciós kislemezeként 1998. május 21-én. A „Too Far” volt eredetileg kiválasztva az Impossible Princess kislemezének, de a Deconstruction végül a „Some Kind of Bliss”-t választotta helyette. A „Too Far”-t az Egyesült Királyságban promóciós kislemezként adta ki a Deconstruction, míg Észak-Amerikában a BMG, de a Deconstruction megtagadta a reklámozását, mivel a BMG mindenféle megbeszélés nélkül jelentette meg. A bakelit verzióra felkerült egy bónusz remix oldal Junior Vasquez-től. Mind a eredeti, mind a remix változat elnyerte a kritikusok tetszését, akik az album egyik fénypontjának tekintették. A „Too Far”-t két turnéján, az Intimate and Live Tour-on és a Showgirl: The Homecoming Tour-on is előadta.

## Számlista
| 1. | Too Far (Brothers in Rhythm Mix) | Kylie Minogue                         | 10:21 |
| 2. | Too Far (Junior Vasquez Mix)     | Minogue                               | 11:44 |
| 3. | Some Kind of Bliss (Quivver Mix) | Minogue, James Dean Bradfield, Seaman | 8:39  |
| 4. | Breathe (Tee's Freeze Mix)       | Minogue, Ball, Vauk                   | 6:59  |
| 5. | Breathe (Sash! Club Mix)         | Minogue, Ball, Vauk                   | 5:20  |

| 1. | Breathe (Nalin & Kane Remix)                                  | Minogue, Ball, Vauk                  | 10:11 |
| 2. | Did It Again (Trouser Enthusiasts' Goddess of Contortion Mix) | Minogue, Steve Anderson, Dave Seaman | 10:22 |
| 3. | Did It Again (Razor'n Go Mix)                                 | Minogue, Anderson, Seaman            | 11:21 |
| 4. | Too Far (Brothers in Rhythm Dub Mix)                          | Minogue                              | 8:31  |

## Közreműködők
| - Kylie Minogue – vokál, producer, dalszerző - Brothers in Rhythm – producer, remixelés - Dave Ball – producer, dalszerző - Ingo Vauk – producer, dalszerző - David Seaman – producer, dalszerző - Steve Anderson – producer, dalszerző - James Dean Bradfield – producer, dalszerző - Todd Terry – remixelés | - John Graham – remixelés - Junior Vasquez – remixelés - Razor-n-Go – remixelés - Sash! – remixelés - Andy Nalin – remixelés - Harry Cane – remixelés - Simon Emmett – művészeti irányítás, fotós - Farrow – művészeti irányítás, tervező |

## Slágerlista
| Slágerlista (1998)          | Legjobb helyezés |
| --------------------------- | ---------------- |
| Egyesült Királyságban (OCC) | 63               |

## Fordítás
- Ez a szócikk részben vagy egészben  a   Mixes (Kylie Minogue album) című angol Wikipédia-szócikk fordításán alapul.  Az eredeti cikk szerkesztőit annak laptörténete sorolja fel. Ez a jelzés csupán a megfogalmazás eredetét és a szerzői jogokat jelzi, nem szolgál a cikkben szereplő információk forrásmegjelöléseként.